# Schloss Alexandersbad

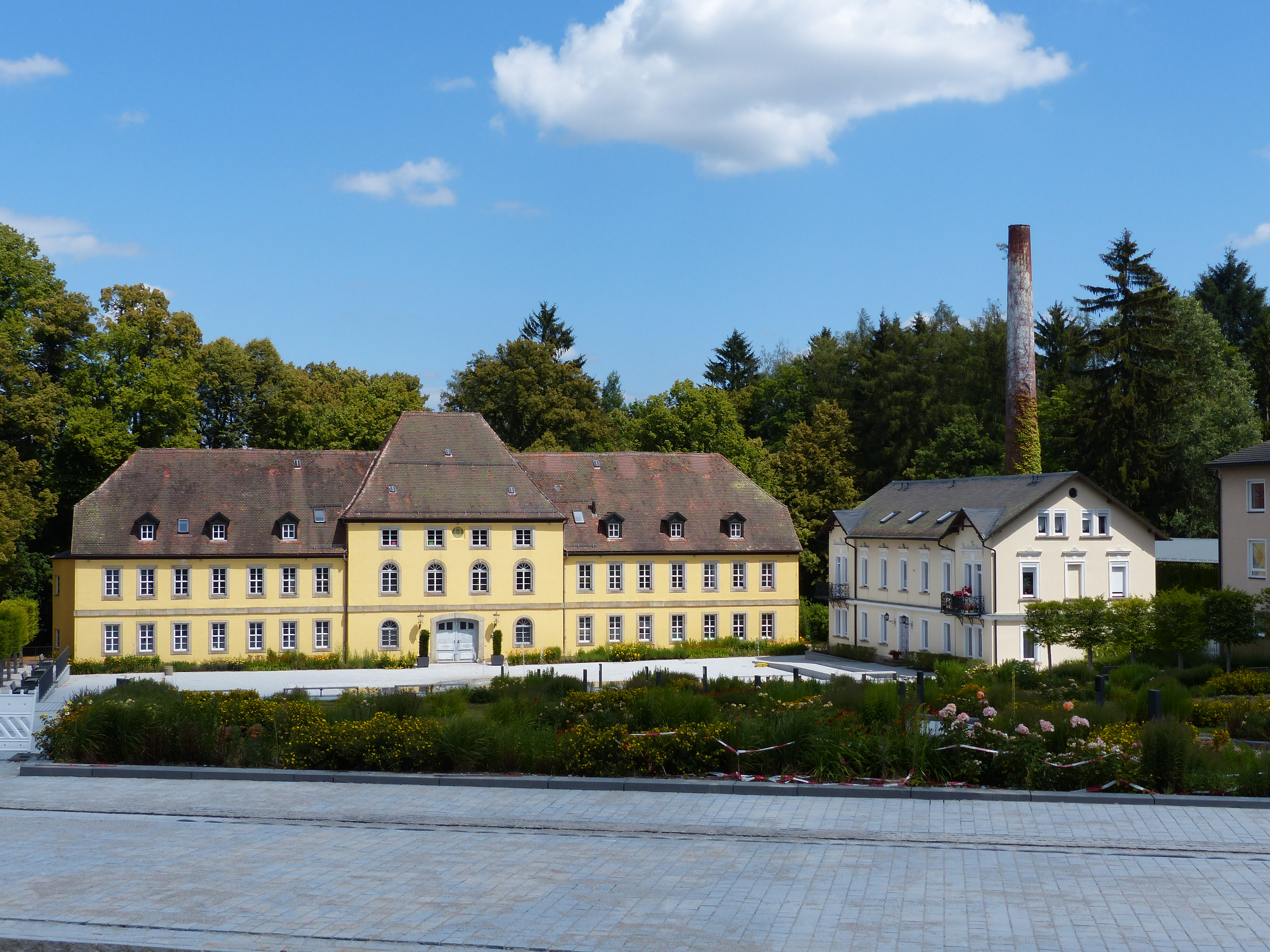
Frontansicht von Schloss Alexandersbad 2018

## Lage
Das sogenannte Schloss Alexandersbad bildet den historischen Ortskern des Kurortes Bad Alexandersbad im Fichtelgebirge.

## Geschichte

Schloss Alexandersbad um 1850

Der Quell-Monopteros und das Badehaus in Alexandersbad um 1850

Eigentlich ist das als Schloss Alexandersbad bekannte Gebäude gar kein richtiges Schloss, denn es wurde nicht als Wohnsitz oder Residenz eines adeligen Potentaten, sondern als Badehaus, gewissermaßen als Hotel zur Unterbringung der Kurgäste, erbaut. Entdeckt wurde die Heilquelle im Talgrund südlich des Dorfes Sichersreuth eher zufällig im Jahr 1734. Nachdem sich die Heilung des schwer an Gicht erkrankten Bauern Brodmerkel in Sichersreuth durch den Genuss des Sauerbrunnens herumgesprochen hatte, ließ der damalige Wunsiedler Kastenamtmann Schwarz um die Quelle einen Graben ziehen, „um das Andrängen des wilden Wassers abzuhalten, die Oeffnung 5 Schuh (1,46 m) tief und 6 Schuh (1,75 m) weit ausgraben, mit Brettern und einer Säule befestigen und außen mit Latten verschlagen. Im folgenden Jahr wurde ein großer ausgehöhlter Tannenstock in die durch die Felsen gehauene Tiefe des Brunnens gesetzt und ein hölzernes Geländer mit drei Eingängen errichtet.“ Unter dem Amtshauptmann Leo Bernhard von Lindenfels folgte dann 1741 der Bau eines hölzernen Häuschens als Wohnung für den Brunnenaufseher.
Nachdem Markgraf Friedrich 1751 den Grund, auf dem die Quelle entsprang, von der Gemeinde Sichersreuth erworben hatte, privilegierte er 1753 den Besitzer des Hammergutes Dünkelhammer, Matthäus Purucker, zum Bau eines Badehauses, in dem 10 Kurgäste ein wenn auch bescheidenes Quartier finden konnten. Der seit 1760 angestellte Brunnenmeister Strinz begann schließlich mit dem Versand des Sichersreuther Brunnenwassers; allein 1774 – im Jahr vor seiner Pensionierung – hatte Strinz 1200 Flaschen mit dem kostbaren Wasser zu je 8 Kreuzern in den Handel gebracht. In einer Denkschrift des Jahres 1774 wies der Wunsiedler Arzt Dr. Erdmann Friedrich Martius darauf hin, dass Vollbäder im Wasser der Mineralquelle seine innerliche Anwendung unterstützen würden. Der Wandel von der bloßen Mineralquelle zum Mineralbad begann.
Markgraf Alexander zu Brandenburg-Ansbach, der 1769 das dem Staatsbankrott nahe Fürstentum Bayreuth übernommen hatte, trachtete mit allen Mitteln nach dem Abbau der Landesschulden. Er erkannte, welch gewichtige Rolle ein funktionierender Badebetrieb in Alexandersbad in der Landesökonomie spielen konnte. Deshalb begann er 1780 mit dem Ausbau des Sichersreuther Sauerbrunnens zum Alexandersbad. Zunächst galt seine Sorge der Quelle selbst. Man hob die alte Fassung heraus und fasste den Brunnenschacht mit Steinen. Zu beiden Seiten der Quelle wurden nach Plänen des Bayreuther Hofbauinspektors Johann Gottlieb Riedel zwei Badepavillons errichtet. Am 12. August 1781 konnten die neu errichteten Quellengebäude in Anwesenheit des Fürsten ihrer Bestimmung übergeben werden.
1782 erfolgte die Grundsteinlegung für das heute als Schloss Alexandersbad bekannte Gebäude, das als Unterkunft für die Badegäste vorgesehen war. Es entstand ebenfalls nach Plänen und unter der Leitung Johann Gottlieb Riedels und enthielt 27 Zimmer und Kabinette sowie – im Mittelrisalit – einen großen Saal. Schließlich ließ Markgraf Alexander noch verschiedene Stallungen und Remisen, Alleen, Anlagen und Spazierwege anlegen, um den Kurgästen alle möglichen Annehmlichkeiten zu bieten. Er selbst weilte zusammen mit seiner Mätresse Lady Craven ebenfalls gerne in Alexandersbad. Insgesamt hatte er fast 40.000 Gulden für den Ausbau des Kurortes ausgegeben.
1833 wurden die Anlagen in Alexandersbad folgendermaßen geschildert: „Das schöne massive schloßartige Hauptgebäude, 200 Schuh (58,4 m) lang und 40 Schuh (11,7 m) breit, innen der Trockenheit wegen mit Ziegeln gefüttert, enthält einen hohen geschmackvoll verzierten Saal mit einem Orchester und zwei Nebenzimmern, in deren einem sich ein Billard und ein Flügel befindet, und ausserdem noch 43 kleinere Zimmer. Der große freie Platz oberhalb des Schlosses, auf welchem zwei Granitpyramiden köstliches Wasser in steinerne Becken gießen, ist durch ein zweites Haus mit noch 11 Zimmern, dann durch Stallgebäude und Wagenremisen, weiter oben durch Baumanlagen eingeschlossen. Der in einiger Entfernung querhinlaufende Bergrücken und eine breite zu demselben hinaufführende Allee, die für das Auge mit einem schlanken weit sichtbaren Baume auf der Höhe endigt, gewähren eine sehr angenehme Ansicht. Hohe schattige Lindenreihen, ein mit mannichfaltigen Laubgebüsch und hübschen Lärchenbäumen bestandener Park auf der einen, ein kleines Wäldchen mit einem Eremitenhaus, dem Eiskeller, in seinem kühlen Dunkel, auf der anderen Seite, gewähren einen höchst angenehmen Aufenthalt und unterhaltende Spaziergänge. Ein vierfacher dichter Baumgang führt vor einem kleinen ebenfalls für Badegäste eingerichteten Gebäude, dem alten Brunnenhause, in dessen obern Stocke an Sonntagen öfter getanzt wird, vorbei zur Heilquelle hinab. Diese liegt in einem angenehmen Wiesenthale, in der Mitte eines großen ebenen Platzes am Zwenderbach. Sonst umschloß sie eine ausgemauerte mit einem geschmackvollen steinernen Geländer umgebene Vertiefung, in welche zwei steinerne Treppen hinabführten; in der Mitte des gebruckten Bodens waren zwei kreisrunde Behälter von Granit, wovon der eine zur Einfassung der Quelle, der andere zur Aufnahme des Abflusses diente. Mehrere Ruhebänke boten den Trinkenden angenehme Ruheplätze. Von dieser ganzen bequemen und schönen Einrichtung sieht man jetzt nichts mehr, als den die Quelle fassenden bedeutend erhöhten Cylinder, welcher 4 Schuh (= 1,2 m) im Durchmesser und über 8 Schuh (= 2,3 m) Tiefe hat und nun, nach Art anderer Bäder, von einer auf acht Granitsäulen ruhenden Kuppel bedeckt ist. Zwei geschmackvolle Gebäude zu beiden Seiten des Platzes enthalten die Badstuben.“

## Baubeschreibung
Das Schloss Alexandersbad ist eine schlichte, aber stattliche Anlage im Stil des Frühklassizismus. An einen leicht vorspringenden zweieinhalbgeschossigen Mittelrisalit von vier Achsen schließen sich südlich und nördlich zweigeschossige Flügel zu je sieben Fensterachsen an. Die Geschosstrennung erfolgt durch ein umlaufendes Band. Die Hauptschauseite  mit folgender Inschrift ist talwärts zur Heilquelle gerichtet:
„A. 1783. Sanitati publicae. Aedes hasce. Suo aere exstrui jussit ALEXANDER M. B. D. P. B. N. P. P. A. O. R. MDCCLXXXIII. Exstructas aedes miraris, candide lector Quas sistit nitidas haec solitudo tibi; Desine mirari. Princeps has condidit Almus. Qui monimenta sui nobiliora dedit.“
(Im Jahre
1783
zum Besten der allgemeinen Gesundheitspflege
dieses Gebäude auf seine Kosten zu errichten
befohlen hat
Alexander
Markgraf zu Brandenburg, Herzog in Preußen,
Burggraf zu Nürnberg u. s. w.
im Jahre 1783.
Staunend erschaust Du das stolze Gebäu, bewundernder Leser
Das in der Stille des Tals glänzend sich vor Dir erhebt;
Halte Dein Staunen zurück. Ein erhabener Fürst war der Gründer.
Der zur Erinnerung an sich vieles noch Edlere schuf.)

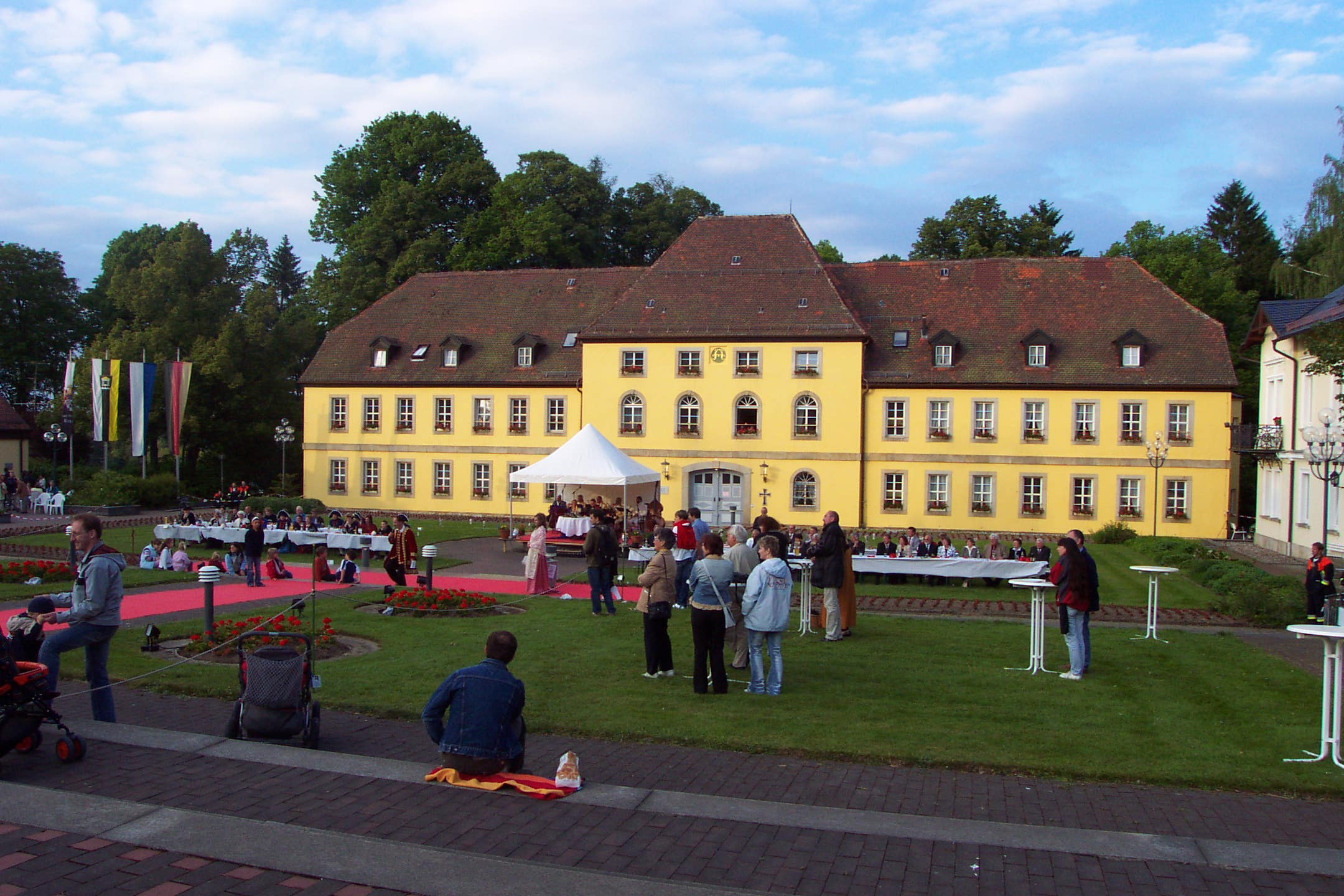
Schloss Alexandersbad, Westseite
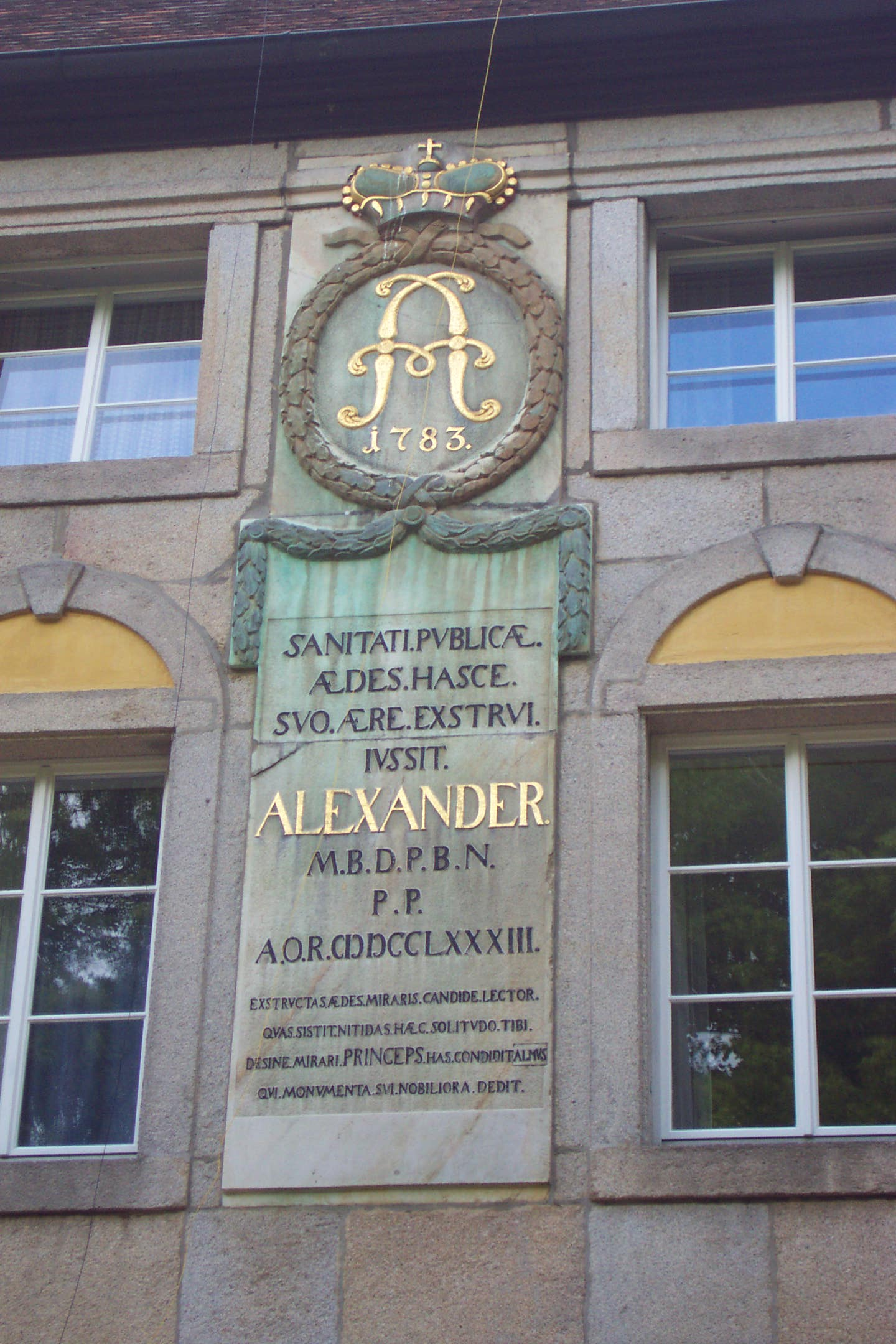
Inschrifttafel am Mittelrisalit der Ostfassade
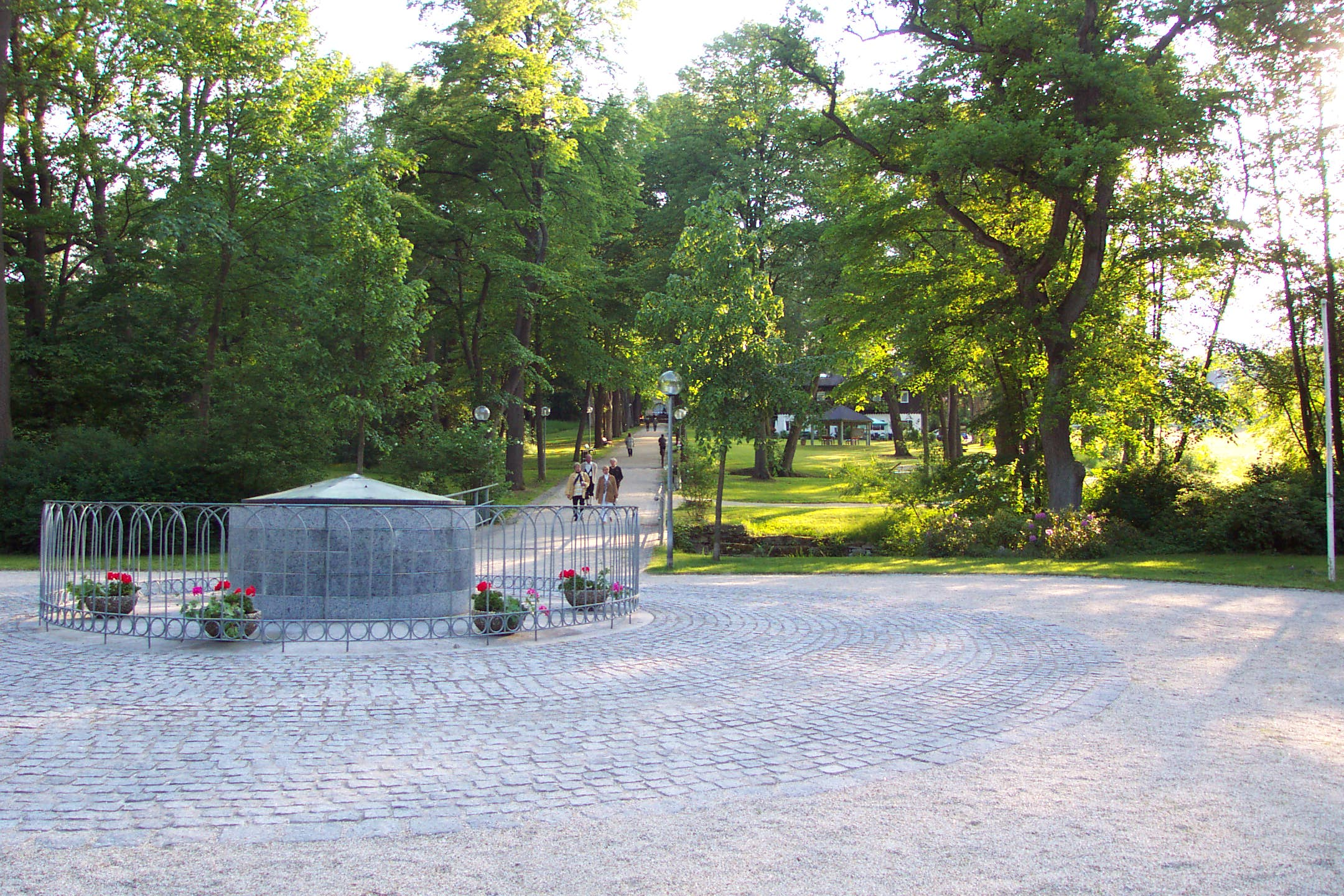
Allee von der Heilquelle zum Schloss
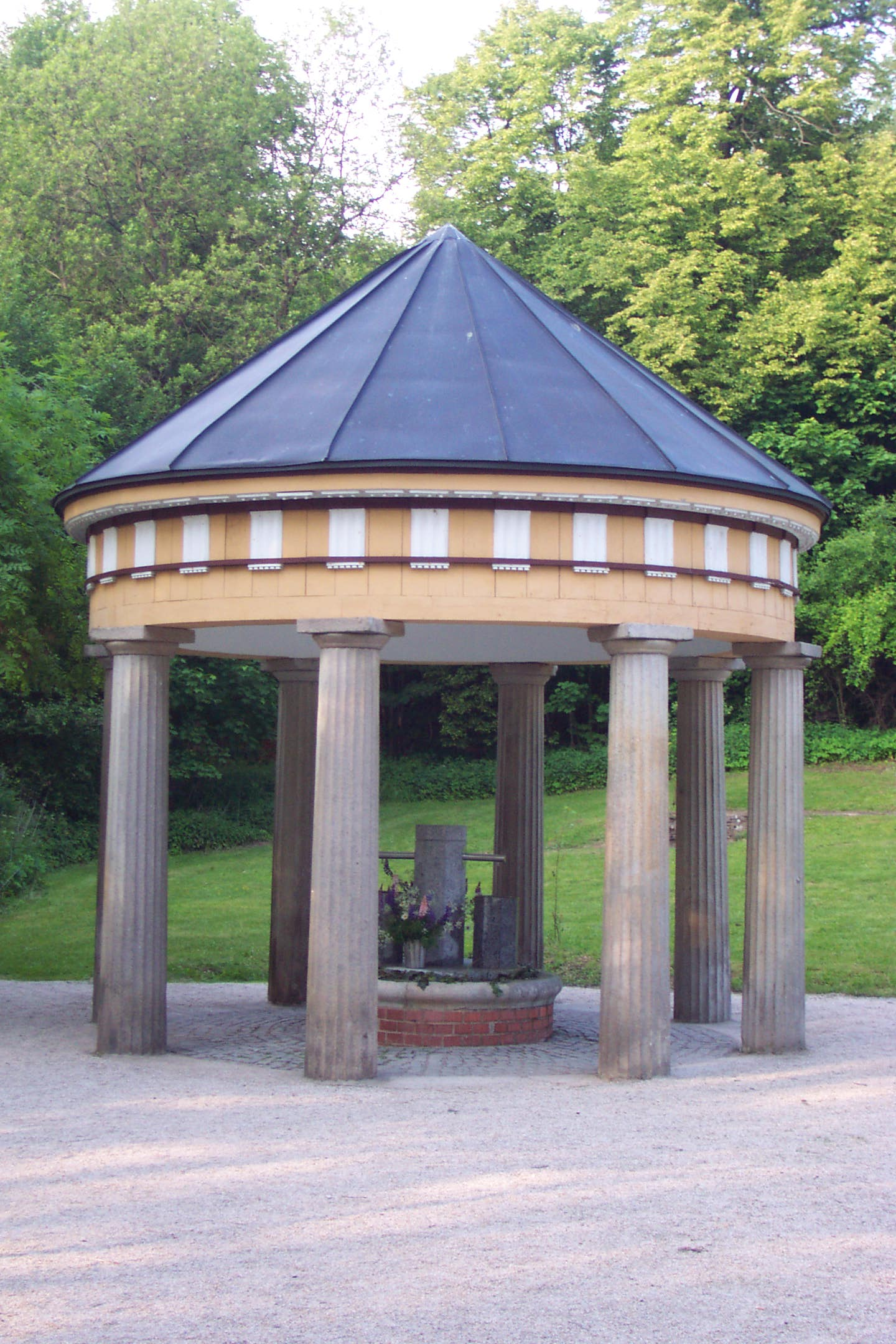
Der Monopteros über der Quelle
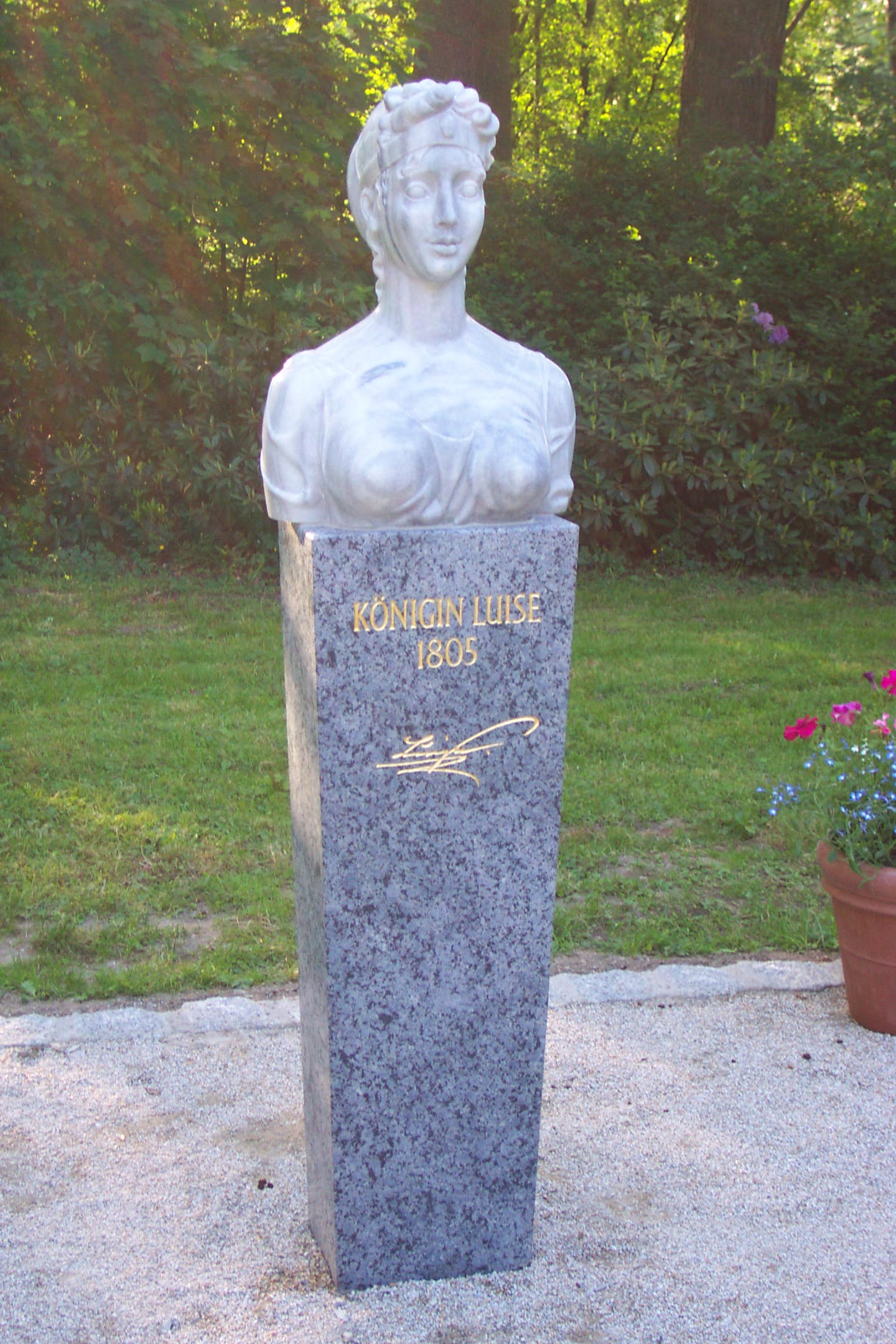
Das Königin-Luise-Denkmal
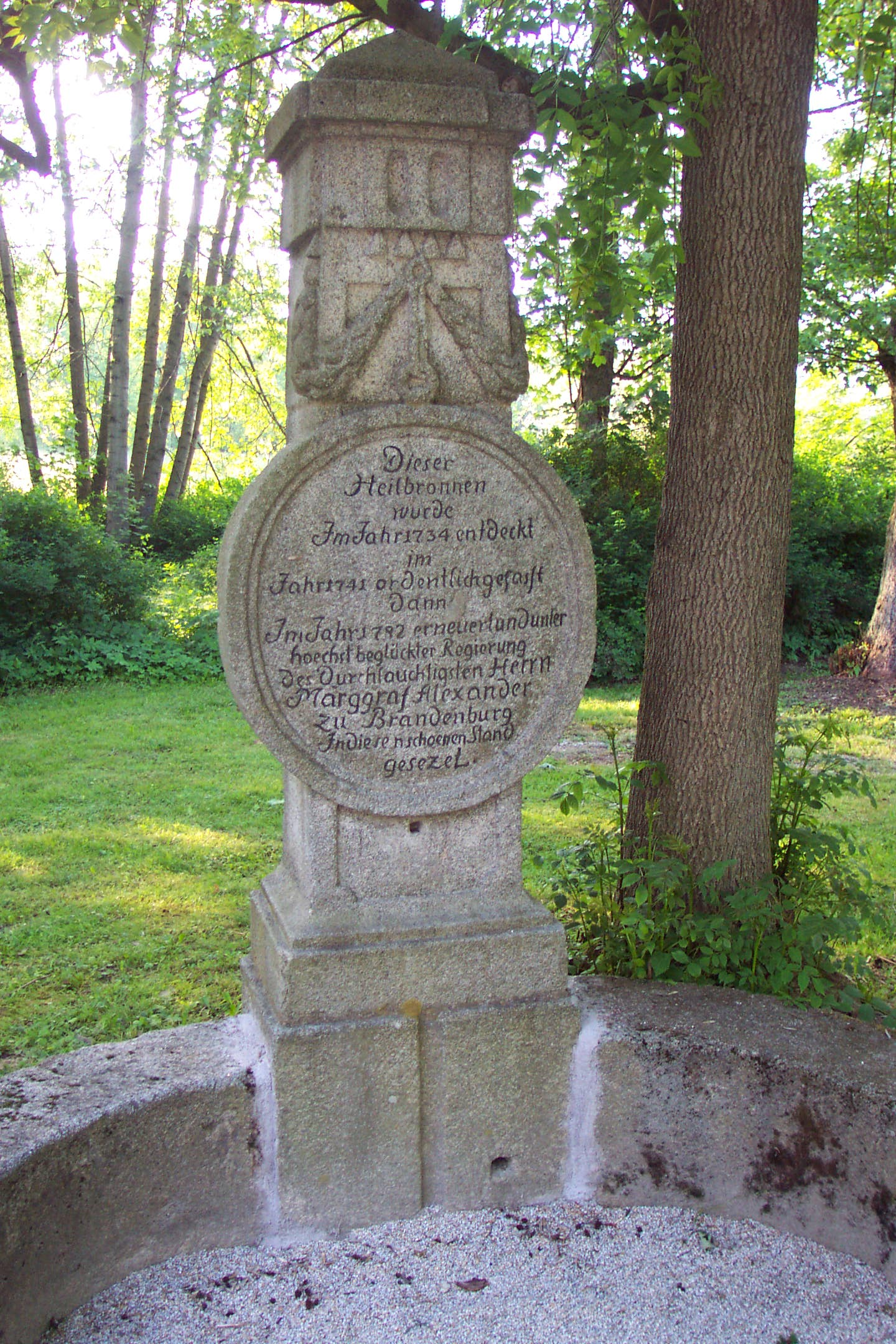
Klassizistischer Denkstein